# Karada Sagashi
Karada Sagashi (jap. カラダ探し) ist eine japanische Online-Romanreihe von Weizard, die seit 2013 erscheint. Sie wurde als Manga und Web-Anime adaptiert und ist in die Genres Horror und Thriller einzuordnen. Der Manga wurde auf Deutsch als Re:member veröffentlicht.

## Inhalt
An der Ouma-Schule gibt es eine Legende über ein Rotes Mädchen, das Schülern erscheint und – wenn sie nicht rechtzeitig das Schultor erreichen – tötet. Asuka, Rie, Rumiko, Shota, Kenji und Takahiro halten nicht viel von solchen Geschichten. Doch eines Tages erscheint Asuka der Geist der getöteten Mitschülerin Haruka, die Asuka zuvor allein gelassen hat. Ihre Mitschüler sollen ihre acht in der Schule verteilten Leichenteile suchen. Schließlich werden die sechs nachts in die Schule beschworen, wo ihnen das Rote Mädchen erscheint. Asuka und die anderen können ihr nicht entkommen und werden getötet. Doch dann wachen sie zuhause wieder auf. Sie haben Striemen an ihrem Körper, wo das Mädchen sie erwischt hat. Und der Tag ist der gleiche wie zuvor. Die Ereignisse wiederholen sich und die Schüler müssen sich auf die Suche nach den Leichenteilen machen, um die Wiederholungen des Tages und ihrer Qualen durch das Rote Mädchen zu beenden.

## Veröffentlichungen
Die Romanreihe von Weizard erscheint seit 2013 als Handyroman beim Anbieter Keitai Shōsetsu Noichigo. Von September 2014 bis 2018 erschien dann eine von Katsutoshi Murase gezeichnete Adaption als Manga im Online-Magazin Jump+, die vom Verlag Shūeisha auch in 17 Sammelbänden herausgegeben wurde. Der letzte der Bände verkaufte sich in den ersten beiden Wochen nach Veröffentlichung in Japan etwa 26.000 Mal.
Alle Bände wurde von Oktober 2016 bis Januar 2020 bei Egmont Manga & Anime auf Deutsch veröffentlicht. Eine französische Übersetzung erschien bei Ki-oon, eine italienische bei Edizioni BD.

## Anime-Adaption
2017 entstand eine Adaption als Web-Anime mit 10 Folgen zu je 3 Minuten Länge. Die Episoden wurden über die App Tate Anime, ein Angebot für Smartphone-Nutzer, ab dem 31. Juli 2017 wöchentlich veröffentlicht. Die weltweit verfügbare App Anime Beans veröffentlichte die Folgen dann 2018 weltweit mit Untertiteln in Englisch.
Synchronisation 
| Rolle          | japanischer Sprecher (Seiyū) |
| -------------- | ---------------------------- |
| Asuka Morisaki | Kana Asumi                   |
| Takahiro Ise   | Takuya Eguchi                |
| Shōta Uranishi | Kōtarō Nishiyama             |
| Rie Naruto     | Madoka Asahina               |
| Rumiko Hiiragi | Reina Aoyama                 |
| Haruka Mikami  | Tamaki Orie                  |
| Kenji Sugimoto | Yuichiro Umehara             |

## Live-Action-Adaption
Im August des Jahres 2021 wurde durch den japanischen Zweig von Warner Bros. bekanntgegeben, dass der Manga eine Umsetzung in Form eines Live-Action-Horrorfilms erhalten werde. Eiichirō Hasumi führt bei der Umsetzung Regie. Kanna Hashimoto schlüpft im Film in die Hauptrolle der Asuka Morisaki. Die Dreharbeiten begannen im September 2021 und fanden vollständig in Kitakyūshū, einer Stadt in der Präfektur Fukuoka, statt. Die japanische Sängerin Ado singt mit Yukue Shirezu das Titellied. Der Film startet am 14. Oktober 2022 in den japanischen Kinos.